# Ben Chifley Dam
Ben Chifley Dam är en dammbyggnad i Australien. Den ligger i kommunen Oberon och delstaten New South Wales, i den sydöstra delen av landet, omkring 150 kilometer väster om delstatshuvudstaden Sydney.
Närmaste större samhälle är Bathurst, omkring 16 kilometer norr om Ben Chifley Dam.
Trakten runt Ben Chifley Dam består till största delen av jordbruksmark. Trakten runt Ben Chifley Dam är nära nog obefolkad, med mindre än två invånare per kvadratkilometer. Genomsnittlig årsnederbörd är 966 millimeter. Den regnigaste månaden är februari, med i genomsnitt 180 mm nederbörd, och den torraste är oktober, med 44 mm nederbörd.